# 愛知東邦大学
愛知東邦大学（あいちとうほうだいがく、英語: Aichi Toho University）は、愛知県名古屋市名東区平和が丘3-11に本部を置く日本の私立大学。1923年創立、2001年大学設置。

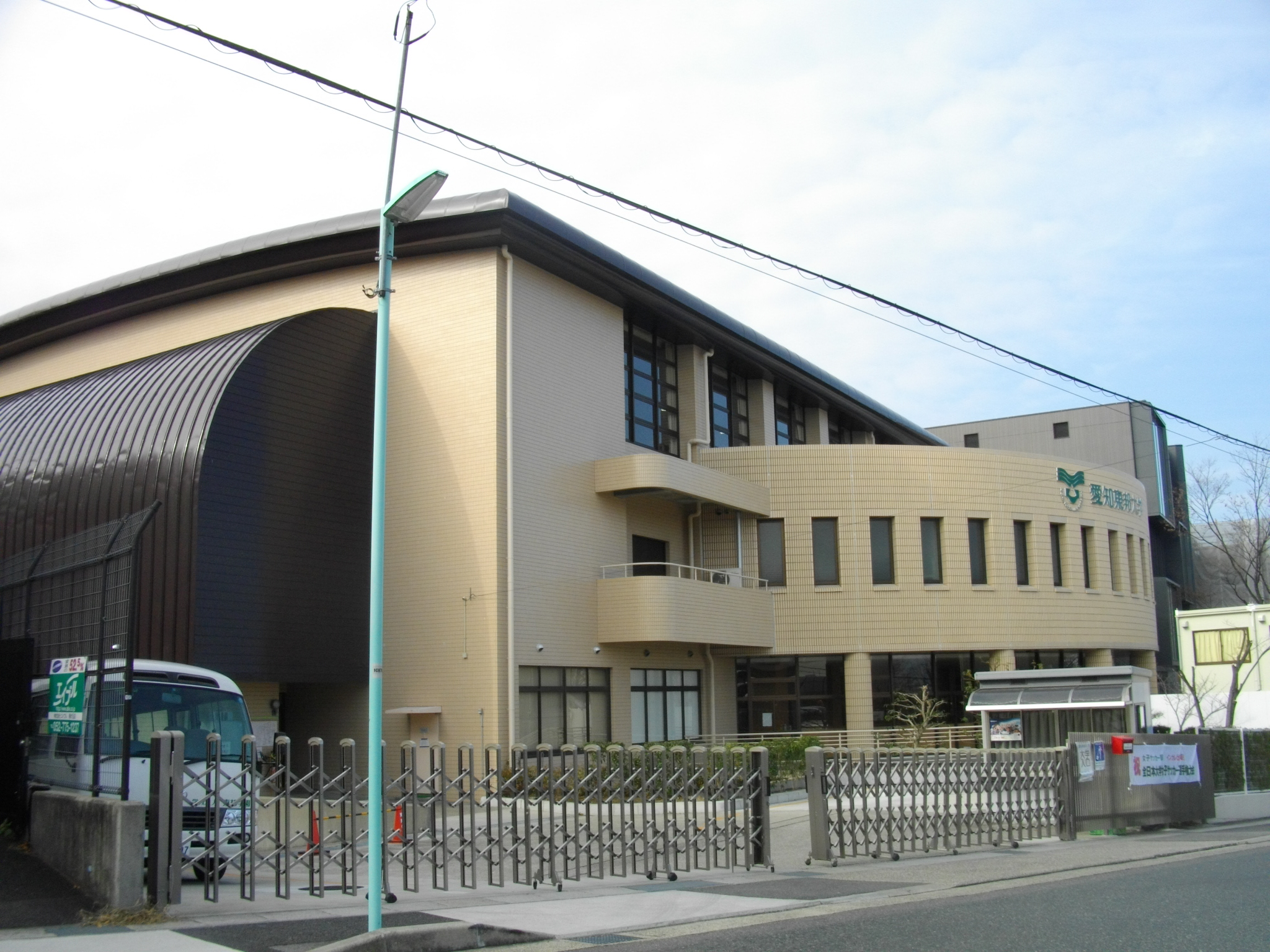
S棟

1923年に創設された東邦商業学校が前身で（創設者・下出民義）、学校法人東邦学園が運営する。1965年に東邦学園短期大学（愛知東邦大学への全面改組により2008年廃止）が開学し、2001年に東邦学園大学として大学が新たに設置された。2006年、愛知東邦大学に改称した。なお東京都に本部があり千葉県にもキャンパスがある東邦大学との関連性はないため、混同を避けるため大学名改称に際して「愛知」を入れている。

## 沿革

### 年表
- 2001年1月 - 大学A棟竣工
  - 4月 - 東邦学園大学開学。経営学部地域ビジネス学科のみ。
- 2002年3月 - スウェーデンのイエテボリ大学、中国の雲南大学と協力合意
  - 5月 - ニュージーランドのリンカーン大学と学術合意
    - 東邦学園短期大学商経科の廃止

  - 7月 - イギリスのミドルセックス大学学術協力合意
- 2007年3月 - 大学C棟竣工
  - 同月 - 愛知県日進市に、野球とサッカー専用のグラウンド完成
  - 4月 - 愛知東邦大学に改称。人間学部（人間健康学科・子ども発達学科）を新設。
- 2014年4月 - 人間学部子ども発達学科を改組し、教育学部子ども発達学科を新設。
- 2016年4月 - 経営学部に国際ビジネス学科を開設。
- 2025年4月 - 経営学部の地域ビジネス学科、国際ビジネス学科を廃止し、新たにビジネス学科、コミュニケーション・デザイン学科を新設予定

## 基礎データ

### 所在地
本部
- 愛知県名古屋市名東区平和が丘3-11

日進グランド
- 愛知県日進市米野木町追頃 米野木町南山945

## 教育および研究

### 組織

#### 学部
経営学部
- 地域ビジネス学科　（2025年度からビジネス学科に変更予定）
  - 総合マネジメントコース
  - 企業・ビジネスリーダーコース
  - オフィシャルマネージャーコース
  - 広告・メディアコース
  - 観光・サービスコース
  - スポーツマネジメントコース
- 国際ビジネス学科　（2025年度からコミュニケーション・デザイン学科に変更予定）

人間健康学部
- 人間健康学科
  - スポーツトレーナーコース
  - スポーツ指導者コース
  - 健康づくり指導者コース
  - 心理・カウンセリングコース

教育学部
- 子ども発達学科
  - 幼児教育コース
  - 初等教育コース

#### 付属機関
- 学術情報センター（図書館）
- 地域連携センター
- 教職支援センター
- 地域創造研究所

## 大学関係者と組織

### 大学関係者一覧
- 愛知東邦大学の人物一覧

## 歴代学長
- 丸山惠也（2001年 - 2006年）
- 山極完治（2007年 - 2010年）
- 成田良一（2011年 - ）

## 対外関係

### 他大学との協定
- 大学間連携協定
  - 高崎商科大学[1]

### 系列校
- 東邦学園短期大学
- 東邦高等学校
- 金城夜間商業高等学校
- 東邦中学校
- 東邦幼稚園

### 運営組織
- 学校法人東邦学園